# Agrilus quercus
Agrilus quercus är en skalbaggsart som beskrevs av Schaeffer 1905. Agrilus quercus ingår i släktet Agrilus och familjen praktbaggar. Inga underarter finns listade i Catalogue of Life.